# Nepogomphus fruhstorferi
Nepogomphus fruhstorferi – gatunek ważki z rodziny gadziogłówkowatych (Gomphidae).